# 坪田ラボ
株式会社坪田ラボ（英: Tsubota Laboratory Incorporated）は、慶應義塾大学医学部眼科学教室の教授を務めていた坪田一男が「近視、ドライアイ、老眼の治療に革新的なイノベーションを起こす」という目標のもと、慶應義塾大学発ベンチャーとして2012年5月に創業した企業。

## 概要
バイオレットライトが眼軸長の延伸を抑制する可能性を示唆する「バイオレットライト仮説」に基づく近視、ドライアイ治療や改善を目指す医薬品、サプリメント、医療器具などを開発している。
基礎的な研究開発から一部治験までを同社が担い、研究開発成果に基づく製品は事業パートナーが製造・販売し、同社はパートナー企業との共同研究開発契約および実施許諾契約による契約一時金、マイルストーン・ペイメントならびに事業化後のロイヤリティ契約によるロイヤリティで収益を得るビジネスモデルを採る。
主な提携研究機関は学校法人慶應義塾、学校法人順天堂、主なパートナー企業としてジンズホールディングス、ロート製薬、住友ファーマ、わかもと製薬、マルホなどがある。

## 沿革
- 2012年5月 - 株式会社ドライアイKTとして創業
- 2015年2月 - 近視研究所、老眼研究所を吸収合併し、株式会社坪田ラボに商号変更
- 2019年
  - 2月 - 坪田一男が代表取締役社長に就任
  - 3月 - 大日本住友製薬（現・住友ファーマ）とバイオレットライトを用いたうつ病及び認知症に関する共同研究契約を締結
  - 5月 - ジンズホールディングスとバイオレットライトを用いた近視予防を目的とした眼鏡型の医療機器に関する実施許諾契約を締結
- 2020年
  - 6月 - 本社を東京都新宿区信濃町34番地トーシン信濃町駅前ビル304へ移転
  - 10月 - ロート製薬と近視抑制点眼薬に関する知的財産権及び研究開発成果に関する実施許諾契約、近視抑制のメカニズム、リバウンド等の基礎研究に関する共同研究開発契約を締結
- 2021年
  - 3月 - 大日本住友製薬と脳活性化バイオレットライトメガネTLG-005を用いた、うつ病、認知症及び疾患Xについての共同研究契約を締結
  - 4月 - マルホとマイボーム腺機能不全の処置剤に関する国内及びアメリカ、フランス、イギリス、ドイツ等への実施許諾契約を締結
  - 10月 - 参天製薬とTLG-001および改良品の中国、シンガポール、マレーシア、ベトナム、香港、マカオ、タイ、フィリピン、韓国へ販売するための独占実施許諾の契約締結に向けたライセンス対価を含む基本合意契約を締結
- 2022年
  - 3月 - Thea Open Innovation S.A.SとTLM-003の米、欧州で開発製造販売するための独占実施許諾契約締結に向けたライセンス対価を含む基本合意契約を締結
  - 6月 - 東京証券取引所グロース市場に株式を上場[1]。公募価格470円、初値794円
  - 7月 - 元株主の学校法人慶應義塾が制度ロックアップに違反して、上場日の6月23日に株式を売却していたことを発表[2]
- 2023年6月 - 日本スタートアップ大賞審査委員会特別賞を受賞[3][4]